# Felix Mallard

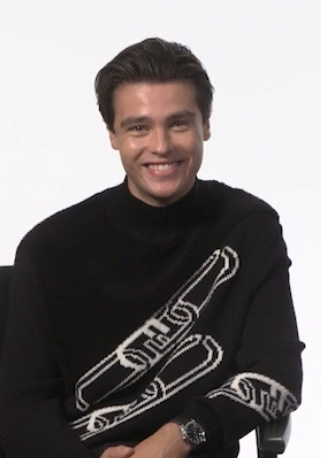
Felix Mallard em dezembro de 2022

Felix Mallard (Melbourne, 20 de abril de 1998) é um ator, músico e modelo australiano. De 2014 até 2019, interpretou Ben Kirk na série de televisão Neighbours. Mallard então estrelou a série de comédia americana Happy Together como Cooper, até o seu cancelamento em 2019. Ele interpreta Lucas Caravaggio na série Locke & Key da Netflix, Aiden em Zoey's Extraordinary Playlist e Marcus Baker em Ginny & Georgia.

## Biografia
Mallard é de Semaphore, Austrália Meridional , mas cresceu em Melbourne. Ele tem uma irmã. Mallard é um esgrimista. Ele começou o esporte aos dez anos de idade e já competiu em níveis estaduais e nacionais. Ele ganhou duas medalhas de bronze em eventos por equipe no Victorian National Champions de 2012. Mallard é assinado com Vivien Models, e é guitarrista e cantor da banda de punk rock, Enemies Alike.

## Filmografia
| Ano       | Título                        | Papel                  | Notas                     |
| --------- | ----------------------------- | ---------------------- | ------------------------- |
| 2014–2018 | Neighbours                    | Ben Kirk               | Principal                 |
| 2016      | Neighbours: Xanthe Hearts Ben | Ben Kirk               |                           |
| 2016      | Neighbours: Pipe Up           | Ben Kirk               | Episódio: "Sheep"         |
| 2016      | Neighbours: Summer Stories    | Ben Kirk               |                           |
| 2018      | Money Is Just a Barbell       | Sem-teto               |                           |
| 2018-2019 | Happy Together                | Cooper James           | Elenco Principal          |
| 2020      | Locke & Key                   | Lucas Caravaggio/Dodge | Recorrente                |
| 2021      | Zoey's Extraordinary Playlist | Aiden                  | Recorrente (2ª Temporada) |
| 2021      | Ginny & Georgia               | Marcus Baker           |                           |

| Ano  | Título                | Papel  | Notas            |
| ---- | --------------------- | ------ | ---------------- |
| 2020 | All the Bright Places | Roamer | Filme da Netflix |

## Ligações Externas
- Felix Mallard. no IMDb.